# Alfred Watkins
Alfred Watkins (Hereford, Midlands del Oeste, 27 de enero de 1855 – 15 de abril de 1935) fue un anticuario y un arqueólogo amateur, quien en sus recorridos por la Gran Bretaña, creyó observar que las estructuras arqueológicas, como monolitos, iglesias, entre otras formaban líneas rectas en el terreno, dando así el comienzo de una nueva corriente ideológica, conocidas como líneas ley.

## Biografía
Watkins nació en la ciudad de Hereford, su familia se había mudado al pueblo en 1820, para establecer varios negocios incluyendo una maquiladora de harina, un hotel, y una fábrica de cervezas.
Watkins viajaría por todo el condado de Herefordshire como guía representando los negocios familiares, así conoció el área de Herefordshire.
Por igual fue un respetado fotógrafo, el cual llegó a fabricar cámaras, llamándolas "The Watkins exposure meter" (fotómetro Watkins), un ejemplo de esta cámara se encuentra en el Museo de Hereford City.
El 30 de junio de 1921, Watkins visitó Blackwardine en el condado de Herefordshire, en el cual iba manejando cuando tuvo una visión, concluyendo con la idea de que había un sistema lineal que había sido construido en el Neolítico, el cual cruzaba por todo el condado.
Así Watkins presentó sus ideas en una reunión en el Woolhope Naturalists' Field Club (El Club de naturalistas de yacimientos de Woolhope) de Hereford en septiembre de 1921, siguiéndole la publicación de sus libros Early British Trackways en 1922 y The Old Straight Track in 1925.
A partir de entonces pasó la mayor parte de su vida desarrollando su teoría, publicaría otro libro más adelante sobre las líneas ley, también participaría en el Old Straight Track Club fundado por creyentes de sus teorías, entre 1927 a 1935 tanto los papeles de Watkins y esta organización se mantienen en el Museo y la Biblioteca de Hereford.
Las ideas de Watkins hasta hoy no son aceptadas en su mayoría por los arqueólogos.
Al principio pensaban que los antiguos Bretones no poseían la capacidad para semejante envergadura, para el alineamiento de todos los lugares, pero ahora en día este ya no es el argumento en contra de la existencia de tales líneas, Watkins sabía de tales argumentos por lo cual respondía con precaución, por igual Watkins dibujos en los mapas que obtenía de "Catastro" una lista de lo que el creía que eran los puntos de tales líneas, dándole valores entre 1/4 y 1 punto, 5 puntos o más dependiendo de la evidencia que creía encontrar.
Watkins fue miembro de la Sociedad para la Protección de Edificaciones Antiguas (Society for the Protection of Ancient Buildings, una autoridad en la apicultura y socio de la Real Sociedad Fotográfica (Royal Photographic Society), por igual estuvo envuelto en la preservación del Pembridge Market Hall.
Los trabajos de Watkins fueron revisados, corregidos y popularizados en 1960 seguido por la publicación de John Michell The View over Atlantis,1969. 
En el 2002 fue inaugurada una cerveza llamada "Alfred Watkins' Triumph", ("el triunfo de Alfred Watkins"), destilada por la Wye Valley Brewery Ltd, para una ocasión especial.

## Obra
- Early British Trackways (1922)
- The Old Straight Track (1925)
- The Ley Hunter's Manual (1927)